# Двигатель Prince G
Prince G — серия рядных четырёх- и шестицилиндровых двигателей внутреннего сгорания, производство которых началось в 1955 году. Было разработано несколько модификаций, в том числе с использованием масла для ванн и OHC-головок. Также был создан дизельный четырёхцилиндровый двигатель объёмом 1,9 л (1862 см3), получивший название D-6. Серия G применялась в моделях Skyline, Laurel и Gloria с 1950-х по начало 1970-х годов.
До слияния с Prince Motor Company компания Nissan также выпускала двигатели серии G, однако к этому семейству Prince G не имеет никакого отношения.

## Flat-2
В 1956 году компания Prince разработала двигатель FG2D для своего концепт-кара DPSK (позже CPSC). Его объём составлял 601 см3, а мощность — 24 л.с. Двигатель страдал от чрезмерной вибрации и шума и был заменён на двигатель FGC.

## Flat-4
Четырёхцилиндровый двигатель FG4C объёмом 599 см3 и мощностью 38 л. с. являлся заменой FG2D. Модель FGC применялась в концепт-каре CPSK 1957 года.

## I4

### FG4A-10
- Объём: 1,5 л (1484 см3)
- Диаметр цилиндра: 75 мм
- Ход поршня: 84 мм
- Клапанный механизм: OHV
- Мощность: 34 кВт (45 л. с.) при 4000 об/мин
- Крутящий момент: 98 Н⋅м при 2000 об/мин

#### Устанавливался на
- 1952—1955 Prince Sedan AISH
- 1952—1954 Prince Truck AFTF

### FG4A-20
- Объём: 1,5 л (1484 см3)
- Диаметр цилиндра: 75 мм
- Ход поршня: 84 мм
- Клапанный механизм: OHV
- Мощность: 39 кВт (52 л. с.) при 4000 об/мин
- Крутящий момент: 102 Н⋅м при 2000 об/мин

#### Устанавливался на
- 1955—1956 Prince AIPC-1
- 1955—1956 Prince AIVE-1
- 1955—1957 Prince Sedan AISH
- 1955—1956 Prince Truck AFTF
- 1955—1956 Prince Truck AKTG
- 1956 Prince BNSJ concept (объём увеличен до 1,9 л)

### FG4A-30
- Объём: 1,5 л (1484 см3)
- Диаметр цилиндра: 75 мм
- Ход поршня: 84 мм
- Клапанный механизм: OHV
- Мощность: 45 кВт (60 л. с.) при 4000 об/мин
- Крутящий момент: 105 Н⋅м при 2000 об/мин

В 1958 году был переименован в GA-30.

#### Устанавливался на
- 1957 Prince AIPC-2
- 1957 Prince AIVE-2
- 1957 Prince Sedan AISH-6
- 1957 Prince Truck AFTF-8
- 1957 Prince Miler AOTH-1
- 1957 Prince Miler AOVH-1
- 1957 Prince ALPE-1
- 1957 Prince ALVG-1
- 1957 Prince AKTG-4

### GA-30
- Объём: 1,5 л (1484 см3)
- Диаметр цилиндра: 75 мм
- Ход поршня: 84 мм
- Клапанный механизм: OHV
- Мощность: 45 кВт (60 л. с.) при 4400 об/мин
- Крутящий момент: 105 Н⋅м при 3200 об/мин

#### Устанавливался на
- 1957 Prince Skyline ALSI-1
- 1957—1961 Prince Skyline ALSI-2
- 1957—1958 Prince Truck ALPE
- 1958—1959 Prince Miler ARTH-1 (New Miler)
- 1958—1960 Prince Truck AQTI-1

### GA-4
- Объём: 1,5 л (1484 см3)
- Диаметр цилиндра: 75 мм
- Ход поршня: 84 мм
- Клапанный механизм: OHV
- Мощность: 52 кВт (70 л. с.) при 4000 об/мин
- Крутящий момент: 113 Н⋅м при 2000 об/мин

#### Устанавливался на
- 1957—1959 Prince Skyway ALVG
- 1959—1963 Prince Miler ARTH-2
- 1958 Prince Miler Van ARVH-1
- 1958—1961 Prince Skyline ALSI-2
- 1959—1961 Prince Skyway
- 1959 Prince ALPE-2
- 1959 Prince ALVG-2
- 1960 Prince Truck AQTI-2
- 1962—1964 Prince Light Miler T430

### GB-30
- Объём: 1,9 л (1862 см3)
- Диаметр цилиндра: 84 мм
- Ход поршня: 84 мм
- Клапанный механизм: OHV
- Мощность: 60 кВт (80 л. с.) при 4800 об/мин
- Крутящий момент: 146 Н⋅м при 3600 об/мин

Также имеет название FG4B-30.

#### Устанавливался на
- 1957—1961 Prince Miler Van BRVF
- 1958 Prince Miler BRTH-1
- 1959—1960 Prince Gloria BLSIP-1
- 1960—1961 Prince Gloria BLSIP-2
- 1962 Prince BQTI-2
- 1963 Prince T631

### GB-4
- Объём: 1,9 л (1862 см3)
- Диаметр цилиндра: 84 мм
- Ход поршня: 84 мм
- Клапанный механизм: OHV
- Мощность: 70 кВт (94 л. с.) при 4800 об/мин
- Крутящий момент: 153 Н⋅м при 3600 об/мин

Также имеет название FG4B-40.

#### Устанавливался на
- 1961—1963 Prince Gloria BLSIP-3
- 1961—1963 Prince Skyline BLSI-3
- 1959—1962 Prince Miler BRTH-2
- 1961 Prince Skyline Sport BLRA-3 Coupe & Convertible
- 1962 Prince Skyline S21
- 1962 Prince BLPE-3
- 1962 Prince BLVG-3

### G-1

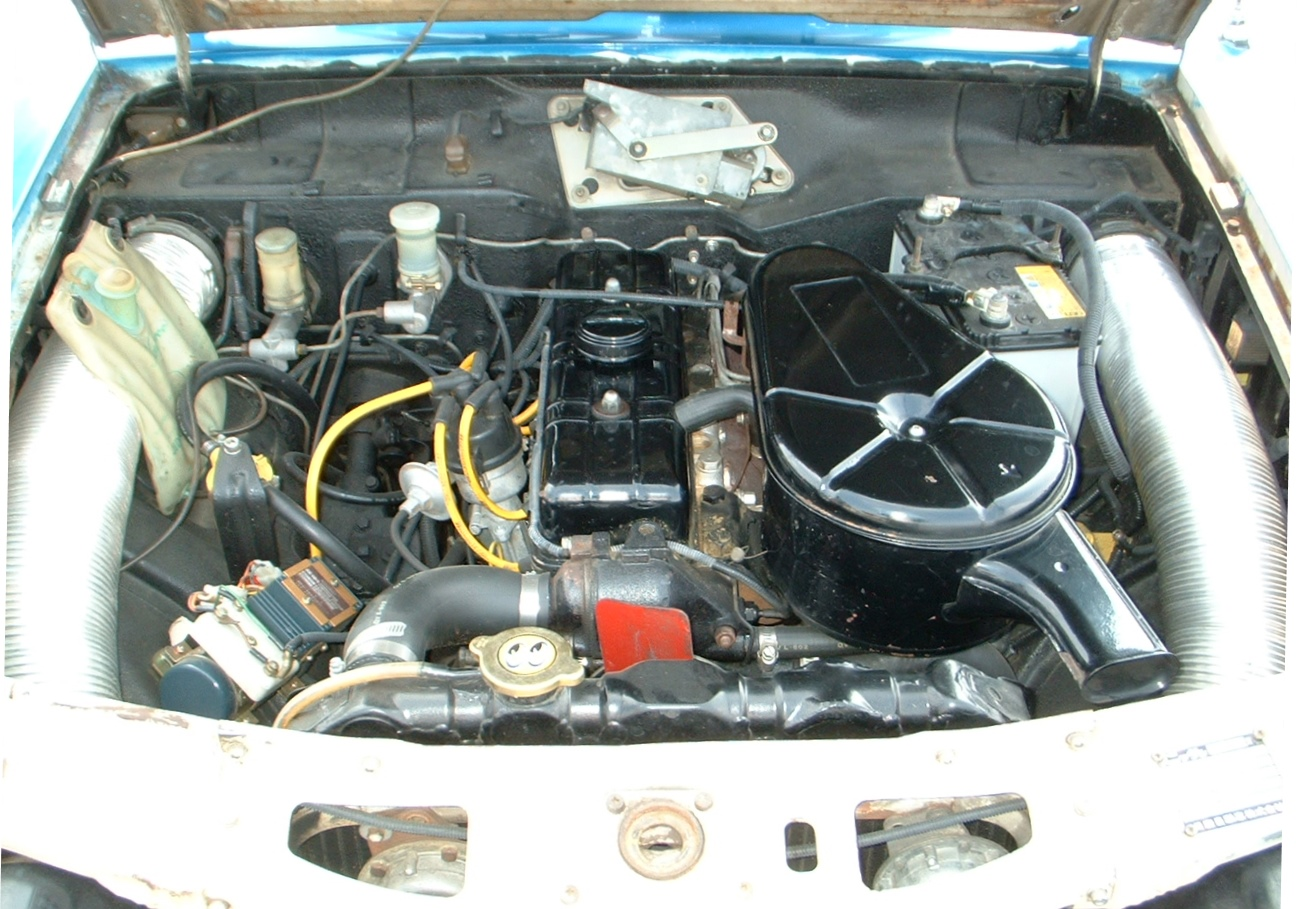
Двигатель Prince G-1 на Nissan Prince Skyline 1500 Van Deluxe V51B

- Объём: 1,5 л (1484 см3)
- Диаметр цилиндра: 75 мм
- Ход поршня: 84 мм
- Клапанный механизм: OHV
- Мощность: 54 кВт (73 л. с.)
- Крутящий момент: 118 Н⋅м

#### Устанавливался на
- 1958—1963 Prince Clipper AQTI
- 1961—1968 Prince Homer T64/T640
- 1962—1965 Prince Miler T430
- 1963 Prince Skyway V51A
- 1963—1965 Prince Clipper T630
- 1963—1967 Prince Skyline S50
- 1963—1968 Prince Skyway V51 (переименован в «Nissan Prince Skyline Van» в 1966 году после слияния с Nissan)
- 1965—1966 Prince Light Miler T440

### G-2
- Объём: 1,9 л (1862 см3)
- Диаметр цилиндра: 84 мм
- Ход поршня: 84 мм
- Мощность: 72 кВт (96 л. с.)
- Крутящий момент: 154 Н⋅м

#### Устанавливался на
- 1962 Prince Skyway P23/V23
- 1962—1965 Prince Gloria S40
- 1962—1965 Prince Super Miler T431
- 1963 Prince 1900 Sprint Concept
- 1963—1967 Prince Clipper T631
- 1964—1967 Prince Super Miler T441
- 1965 Prince T65

### G-15
- Объём: 1,5 л (1483 см3)
- Диаметр цилиндра: 82 мм
- Ход поршня: 70 мм
- Мощность: 70 кВт (94 л. с.)
- Крутящий момент: 130 Н⋅м

#### Устанавливался на
- 1967 Prince Skyline S57
- 1968—1972 Nissan Skyline 1500 (C10)

### G-16
- Объём: 1,6 л (1593 см3)
- Диаметр цилиндра: 85 мм
- Ход поршня: 70,2 мм
- Мощность: 74 кВт (99 л. с.) при 6000 об/мин
- Крутящий момент: 135 Н⋅м при 4000 об/мин

#### Устанавливался на
- 1972—1975 Nissan Skyline 1600 (C110)

### G-18
- Объём: 1,8 л (1815 см3)[1][2]
- Диаметр цилиндра: 85 мм
- Ход поршня: 80 мм
- Мощность: 78 кВт (105 л. с.)
- Крутящий момент: 156 Н⋅м

#### Устанавливался на
- 1968—1972 Nissan Skyline 1800 (PC10)
- 1968—1972 Nissan Laurel C30
- 1972—1975 Nissan Skyline 1800 (PC110)
- 1972—1975 Nissan Laurel C130

### G-20
- Объём: 2,0 л (1990 см3)
- Диаметр цилиндра: 89 мм
- Ход поршня: 80 мм
- Степень сжатия: 8,3:1
- Мощность: 81—92 кВт (108—123 л. с.) при 5600—5800 об/мин
- Крутящий момент: 162—169 Н⋅м при 3200—3600 об/мин

#### Устанавливался на
- 1968—1975 Nissan Laurel C30 & C130

## I6

### G-7
- Объём: 2,0 л (1988 см3)
- Диаметр цилиндра: 75 мм
- Ход поршня: 75 мм
- Степень сжатия: 8,8:1

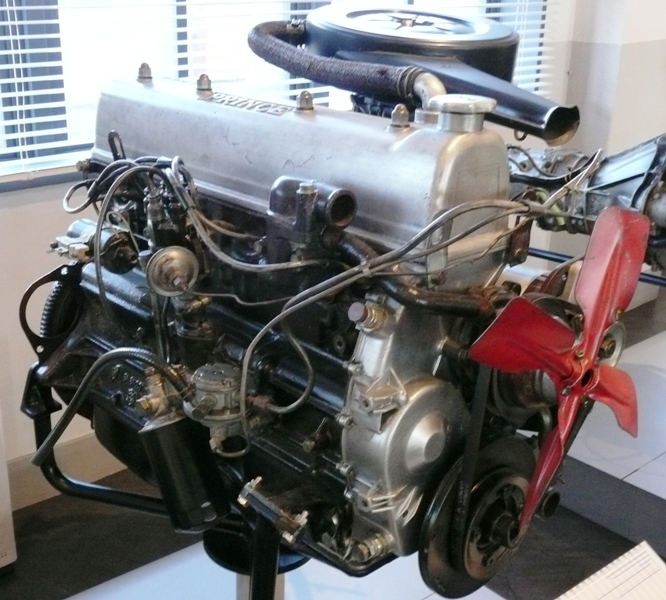
Prince G-7

- Мощность: 79—95 кВт (106—127 л. с.)
- Крутящий момент: 157—167 Н⋅м

#### Устанавливался на
- 1963—1967 Prince Gloria S41
- 1965—1968 Prince Skyline 2000 GT-A S54AE
- 1965—1968 Prince Skyline 2000 GT-B S54BE (3 карбюратора Weber 40 DCOE)
- 1967—1969 Nissan (Prince) Gloria PA30

### G7B-R
- Объём: 2,0 л (1988 см3)
- Диаметр цилиндра: 75 мм
- Ход поршня: 75 мм

#### Устанавливался на
- 1965—1966 S54 Skyline GT

### GR-8
- Объём: 2,0 л (1996 см3)[3]
- Диаметр цилиндра: 82 мм[4]
- Ход поршня: 63 мм[5]
- Степень сжатия: 11,0:1

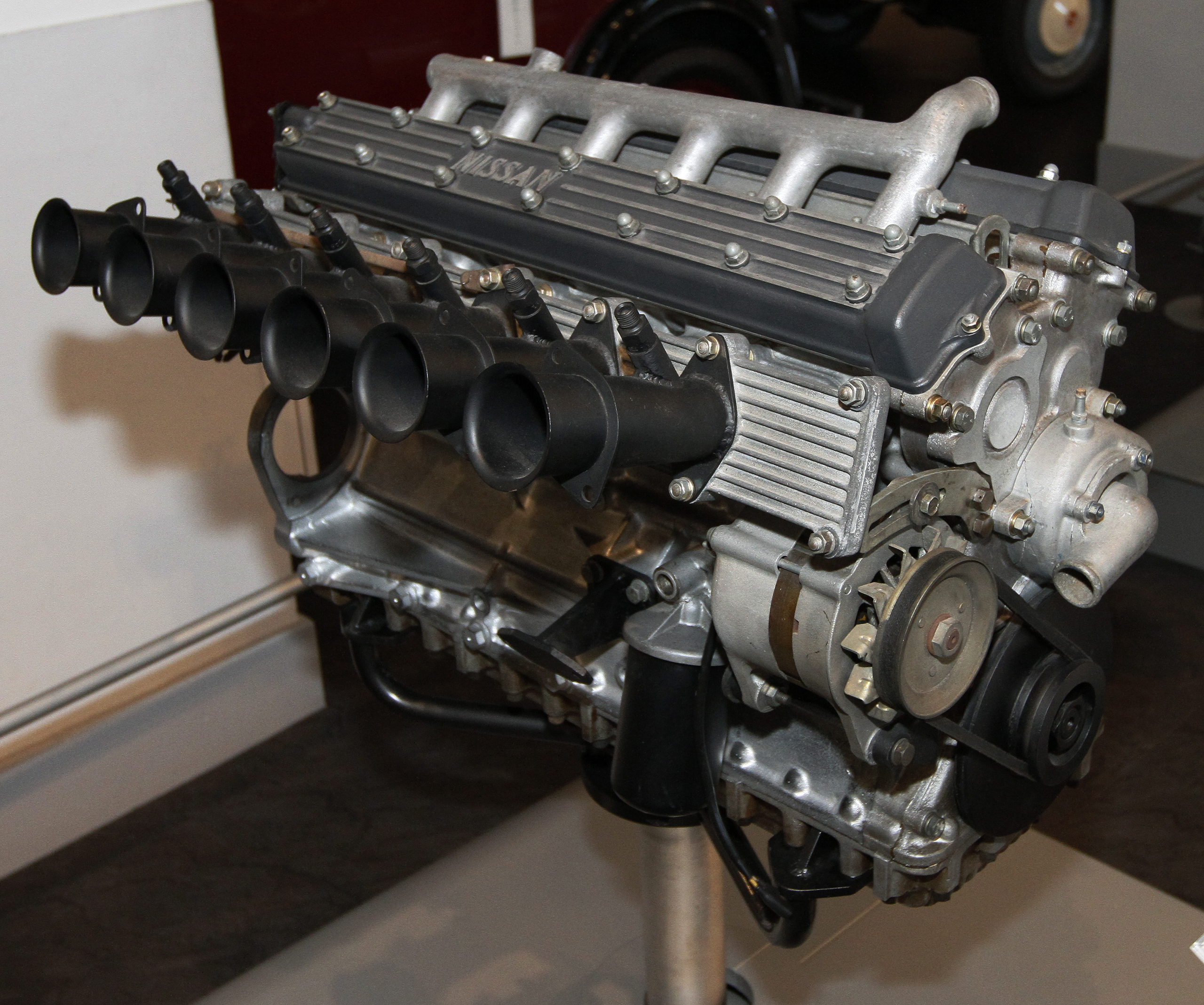
Prince/Nissan GR-8

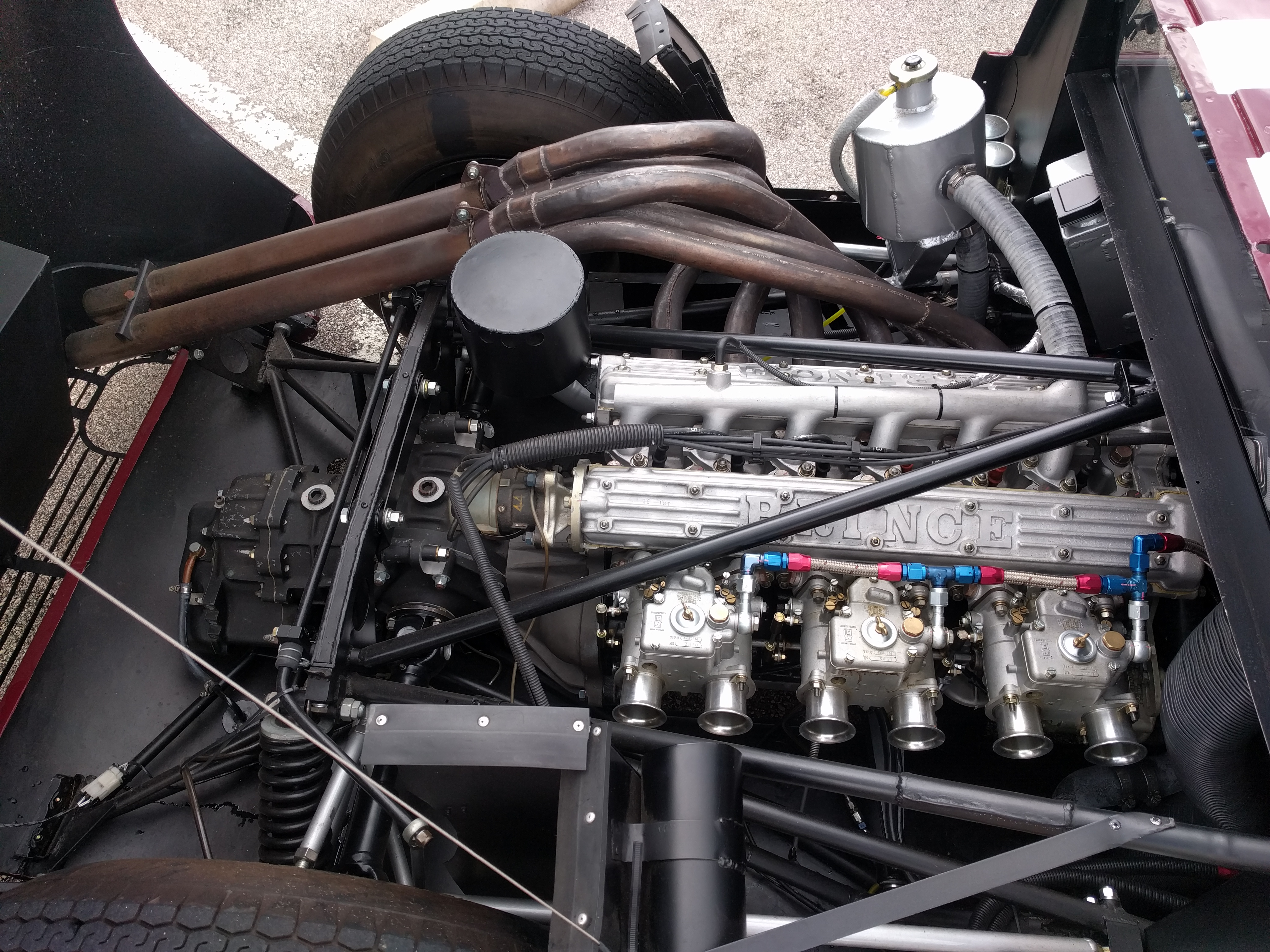
Prince/Nissan GR-8

- Мощность: 147 кВт (197 л. с.) при 8400 об/мин
- Крутящий момент: 172 Н⋅м при 6400 об/мин

|                   | R380-I 1965                         | R380A-I 1966                              | R380A-II 1967                       | R380A-III 1968                      | R380A-III 1969                      |
| Топливная система | Карбюратор                          | Карбюратор                                | Карбюратор                          | Инжекторная система подачи топлива  | Инжекторная система подачи топлива  |
| Мощность          | 147 кВт (197 л. с.) при 8000 об/мин | около 147 кВт (197 л. с.) при 8000 об/мин | 162 кВт (217 л. с.) при 8500 об/мин | 180 кВт (242 л. с.) при 8400 об/мин | 184 кВт (247 л. с.) при 8400 об/мин |

### G-11
- Объём: 2,5 л (2494 см3)
- Диаметр цилиндра: 84 мм
- Ход поршня: 75 мм
- Мощность: 100 кВт (134 л. с.)
- Крутящий момент: 195 Н⋅м

#### Устанавливался на
- 1964—1967 Prince Grand Gloria S44P